# Sino-tailandeses
Os sino-tailandeses ou tailandeses-chineses consistem em pessoas de ascendência chinesa total ou parcial - em especial Han chinês. A Tailândia é o lar da maior comunidade chinesa do mundo, depois da própria China, com uma população de cerca de nove milhões de pessoas, representando 14% da população tailandesa em de 2012. É também a mais antiga, a mais proeminente e melhor integrada comunidade chinesa no exterior. Pouco mais da metade da população de etnia chinesa na Tailândia traçam sua ascendência para a província de Guangdong. Isto é evidenciado pela prevalência do dialeto Min Nan entre os chineses na Tailândia. Uma minoria traçam sua ascendência para os Hacá e imigrantes Hainanese.
Os chineses tailandeses têm sido profundamente enraizados em todos os elementos da sociedade tailandesa ao longo dos últimos 200 anos. A família real tailandesa, da dinastia Chakri, foi fundada pelo rei Rama I, que foi parcialmente chinês. Seu antecessor, o rei Taksin, da dinastia Thonburi, era filho de um imigrante chinês de Guangdong e uma mãe tailandesa. Com a integração bem-sucedida das comunidades de imigrantes chineses históricos em toda a Tailândia, um número significativo de tailandeses-chineses são descendentes de casamentos entre imigrantes chineses e nativos tailandeses. Muitos chineses-tailandeses casaram e se assimilaram pela sociedade tailandesa e se auto-identificam apenas como tailandeses.
Nos tempos modernos, tailandeses-chineses existem em todos os níveis da sociedade tailandesa e tem uma forte presença no setor de negócios da Tailândia e na política com a maior parte dos ex primeiros-ministros da Tailândia e a maioria do Parlamento tendo pelo menos alguma ascendência chinesa.